# Taffel Miksa
Taffel Miksa (? – 1920. március 18.) magyar nemzeti labdarúgó-játékvezető, sportújságíró.	

## Pályafutása
A Ferencvárosi TC (FTC) alapító tagjainak egyike.
| Időpont           | Helyszín                      | Mérkőzés típusa      | Mérkőzés                            | Játékvezető | Eredmény | Nézők száma |
| ----------------- | ----------------------------- | -------------------- | ----------------------------------- | ----------- | -------- | ----------- |
| 1900. március 25. | Soroksári úti pálya, Budapest | az FTC első mérkőzés | Ferencvárosi TC–Óbudai Torna Egylet | Kokas (BTC) | 0 – 1    | 1500        |

Játékvezetésből Budapesten az MLSZ Bíróvizsgáló Bizottsága (BB) előtt elméleti és gyakorlati vizsgát tett. Az MLSZ által üzemeltetett bajnokságokban már 1910-ben tevékenykedett. Az MLSZ BB javaslatára 1914-től 1903-tól NB I-es bíró. Küldési gyakorlat szerint rendszeres partbírói szolgálatot is végzett. A nemzeti játékvezetéstől 1918-ban visszavonult. 1917–1918 között a futballbíráskodás legjobb játékvezetői között tartják nyilván. Korai halála megakadályozta sportvezetői pályafutását. NB I-es mérkőzéseinek száma: 16.
| Időpont           | Helyszín                       | Mérkőzés típusa          | Mérkőzés                     | Eredmény | Nézők száma |
| ----------------- | ------------------------------ | ------------------------ | ---------------------------- | -------- | ----------- |
| 1914. április 26. | Határ úti pálya, Budapest      | első NB I-es mérkőzése   | Bp. Törekvés SE–Budapesti AK | 3 – 1    | 1500        |
| 1918. október 20. | Hungária úti Stadion, Budapest | utolsó NB I-es mérkőzése | Terézvárosi TC–Kispesti AC   | 3 – 0    | Zárt kapus  |

1917. május 29-én megalakult a Magyar Futballbírák Testülete (BT). Június 5-én választották meg a tisztikar további résztvevőit, ahol a tanácstagok között kapott helyet. A Sporthétnek volt felelős szerkesztője, majd az Új Hírek[pontosabban?] sportrovatát vezette.

## Írásai
Az FTC nem feledkezett meg a háborúban levőkről. A hazaiak által küldött szeretetcsomagban egy kézzel írt újság az FTC Hírek volt. Az újságot Taffel Miksa írta és szerkesztette. Szó volt ebben a csapat szerepléséről, az itthoniakról.

## Külső hivatkozások
- Taffel Miksa. tempofradi.hu. (Hozzáférés: 2016. június 15.)
- Taffel Miksa. blogspot.hu. (Hozzáférés: 2016. június 15.)
- Taffel Miksa. hungaricana.hu. (Hozzáférés: 2016. június 15.)
- Taffel Miksa. hungaricana.hu. (Hozzáférés: 2016. június 15.)
- Taffel Miksa. hungaricana.hu. (Hozzáférés: 2016. június 15.)
- Taffel Miksa játékvezetői adatlapja a Nemzeti Labdarúgó Archívum oldalán